# Nesle-Hodeng
Nesle-Hodeng är en kommun i departementet Seine-Maritime i regionen Normandie i norra Frankrike. Kommunen ligger i kantonen Neufchâtel-en-Bray som tillhör arrondissementet Dieppe. År 2022 hade Nesle-Hodeng 331 invånare.

## Befolkningsutveckling
Antalet invånare i kommunen Nesle-Hodeng
| Referens: INSEE |